# Stratton (Colorado)
Stratton is een plaats (town) in de Amerikaanse staat Colorado, en valt bestuurlijk gezien onder Kit Carson County.

## Demografie
Bij de volkstelling in 2000 werd het aantal inwoners vastgesteld op 669.
In 2006 is het aantal inwoners door het United States Census Bureau geschat op 627, een daling van 42 (-6,3%).

## Geografie
Volgens het United States Census Bureau beslaat de plaats een oppervlakte van
1,2 km², geheel bestaande uit land. Stratton ligt op ongeveer 1345 m boven zeeniveau.

## Plaatsen in de nabije omgeving
De onderstaande figuur toont nabijgelegen plaatsen in een straal van 40 km rond Stratton.